# Anselperga

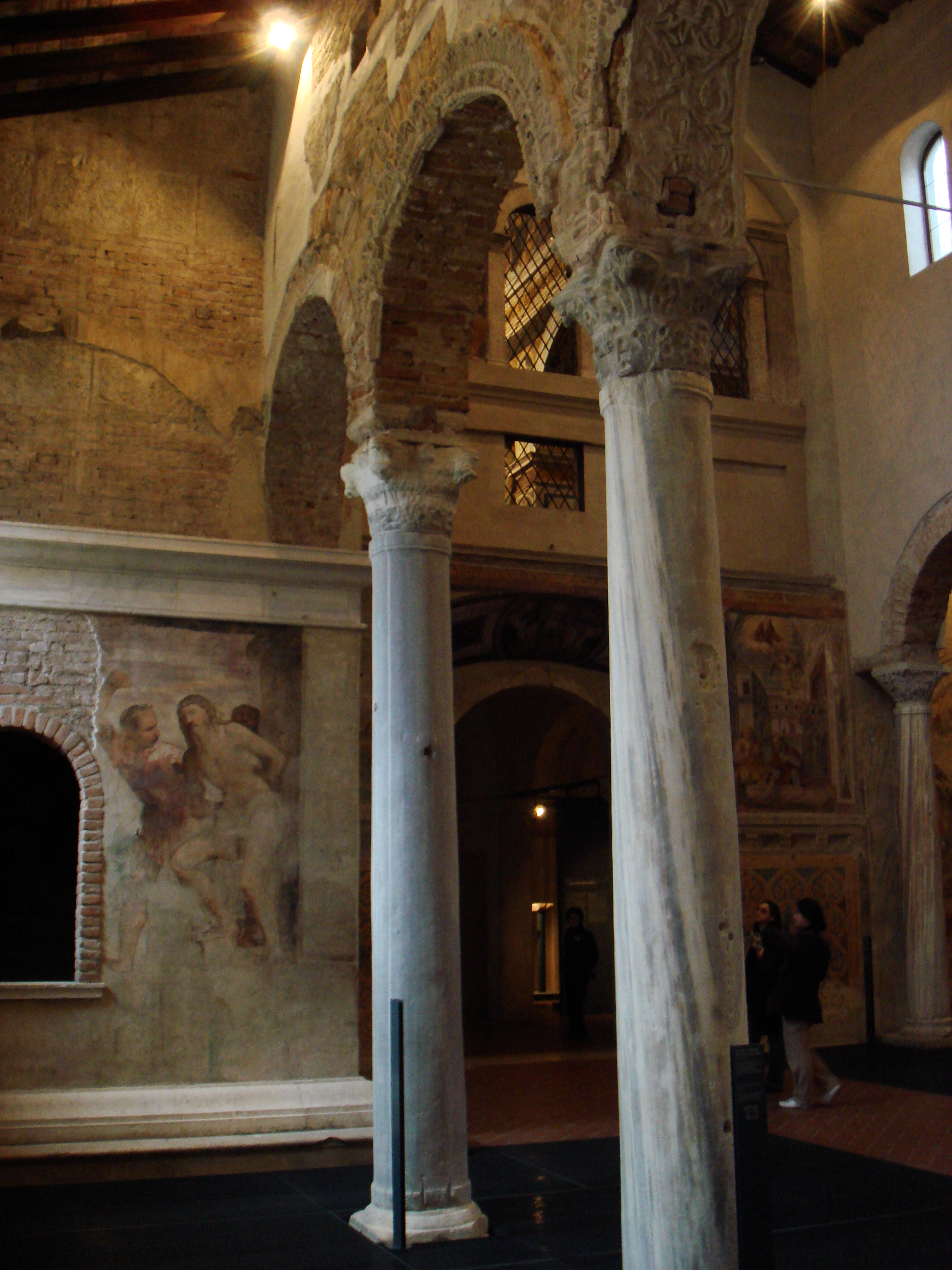
Chiesa di San Salvatore a Brescia, interno

Anselperga, detta anche Ansberga (VIII secolo), è stata una principessa longobarda, figlia di re Desiderio, ultimo re longobardo, e della regina Ansa.

## Biografia
Anselperga fu la prima badessa del nuovo monastero di San Salvatore a Brescia, che venne inaugurato e costruito con mezzi stanziati dai genitori. Quando sua sorella Desiderata fu ripudiata dal marito Carlo Magno, riparò al monastero di San Salvatore, dove venne accolta da Anselperga.
La badessa è anche uno dei personaggi nell'Adelchi di Alessandro Manzoni.